# Protohermes immaculatus
Protohermes immaculatus är en insektsart som beskrevs av Shinji Kuwayama 1964. Protohermes immaculatus ingår i släktet Protohermes och familjen Corydalidae. Inga underarter finns listade i Catalogue of Life.